# Hainan Ocean Paradise
Hainan Ocean Paradise ou Ocean Paradise est un futur parc sur l'île chinoise de Hainan. Le parc est soutenu par Village Roadshow Theme Parks qui possèdent Sea World, Warner Bros. Movie World Australia et Wet'n'Wild Water World en Australie.

## Histoire
Le projet a été annoncé le 29 Aout 2010.
Les contrats utilisent l'expertise de Village Roadshow dans la conception, le développement, la gestion de la construction et la gestion des opérations. Le premier accord couvre la participation de Village Roadshow dans la conception et le développement du projet et positionne Village Roadshow comme consultant principal dans une équipe qui s'appuiera sur une expertise spécialisée du monde entier. Le deuxième accord nomme Village Roadshow en tant qu'opérateur exclusif de Hainan R&F Ocean Paradise et Hainan Wet 'n' Wild pour une période allant jusqu'à 20 ans.
Ces accords sont le résultat de travaux intensifs et d'enquêtes menées par le groupe de parcs thématiques Village Roadshow depuis plus de deux ans. Le coût total du projet de Hainan Ocean Paradise sera d'environ 3,5 milliards de RMB (environ 550 millions USD).
Le parc devrait être dans le style de SeaWorld / Wet'n'Wild en Australie. La construction du parc a commencé le 30 mars 2011 et il aurait dû ouvrir en 2015, mais son ouverture a été reportée en 2017 pour cause de non-paiement des salaires des ouvriers.
Une vidéo promotionnelle sur le compte Youtube d'Hainan Ocean Paradise a été publiée le 16 septembre 2016.